# (5988) Gorodnitskij
(5988) Gorodnitskij es un asteroide perteneciente al cinturón de asteroides, región del sistema solar que se encuentra entre las órbitas de Marte y Júpiter, más concretamente a la familia de Eunomia, descubierto el 1 de abril de 1976 por Nikolái Stepánovich Chernyj desde el Observatorio Astrofísico de Crimea (República de Crimea).

## Designación y nombre
Designado provisionalmente como 1976 GN2. Fue nombrado Gorodnitskij en homenaje a Aleksandr Moiseevich Gorodnitskij, científico y bardo ruso. Destacado geólogo y oceanólogo, que trabaja en el Instituto de Oceanología de la Academia de Ciencias de Rusia, ha participado en muchas expediciones de investigación náutica. También es conocido como autor e intérprete de canciones líricas, lleno del romance de los viajes y la exploración de tierras novedosas.

## Características orbitales
Gorodnitskij está situado a una distancia media del Sol de 2,683 ua, pudiendo alejarse hasta 3,099 ua y acercarse hasta 2,268 ua. Su excentricidad es 0,154 y la inclinación orbital 12,91 grados. Emplea 1605,87 días en completar una órbita alrededor del Sol.

## Características físicas
La magnitud absoluta de Gorodnitskij es 13. Tiene 6,305 km de diámetro y su albedo se estima en 0,307. 